# بچه‌های وشان
بچه‌های وشان (راه) یک مجموعه تلویزیونی محصول سال ۱۳۷۰ به کارگردانی بهرام کاظمی  می‌باشد که از برنامه کودک و نوجوان شبکه ۲ پخش شد.

## خلاصه داستان
روستای کوهستانی «وشان» فاقد مدرسه راهنمایی است و کودکان آنجا پس از پایان دورهٔ ابتدایی، برای ادامهٔ تحصیل دچار مشکل هستند. یکی از این کودکان، «احمد» پسر «قلی» (نجار روستا) است که که مایل به ادامه تحصیل است، اما علاوه بر فقدان مدرسهٔ راهنمایی، با مخالفت پدرش هم روبرو است که انتظار دارد او به کارگاه نجاری‌اش بیاید و ادامه تحصیل ندهد. در روستای مجاور آنها «پارود»، دورهٔ راهنمایی وجود دارد و احمد به هر طریقِ ممکنِ تلاش می‌کند به آنجا برود. وی در این راه، با پسرک یتیمی به نام «رضا» که چوپان است، آشنا می‌شود و ایندو سعی می‌کنند با هم راه‌حلی برای این مشکل بیابند و در این راه، با وقایع تلخ و شیرینی روبرو می‌شوند.

## بازیگران
- عزت اطلسی فر
- حسین ایل‌بیگی
- فاطمه نقوی
- حسین خانی‌بیک
- کیومرث ملک‌مطیعی
- عباس امیری مقدم
- نصرالله برادران
- حسین کسری
- مریم محمدی
- نصرالله برادران
- اعظم محمدی
- سامان بابایی (بازیگر خردسال)
- میثم قاسمی فرخ (بازیگر خردسال)
- محمدرضا فتاح (بازیگر خردسال)
- مهدی مقصودی (بازیگر خردسال)